# 山梨高等工業学校
| 山梨高等工業学校 （山梨高工） | 山梨高等工業学校 （山梨高工） |
| ----------------------------- | ----------------------------- |
| 創立                          | 1924年                        |
| 所在地                        | 山梨県甲府市                  |
| 初代校長                      | 山崎甚五郎                    |
| 廃止                          | 1951年                        |
| 後身校                        | 山梨大学                      |
| 同窓会                        | 山梨工業会                    |

山梨高等工業学校 （やまなしこうとうこうぎょうがっこう） は、1924年 （大正13年） に設立された旧制専門学校 （実業専門学校）。略称は 「山梨高工」。

## 概要
- 第一次世界大戦後の高等教育機関増設政策により、第17の官立高等工業学校として設立された。
- 創立時は本科 （修業年限3年） に機械工学科・電気工学科・土木工学科の 3科を設置した （後に精密機械科・工作機械科・通信工学科を増設）。
- 第二次世界大戦中に山梨工業専門学校 （略称： 山梨工専） と改称された。
- 学制改革で新制山梨大学工学部の母体となった。
- 同窓会は 「山梨工業会」 と称し、旧制・新制 （工学部出身者） 合同の会である。

## 沿革

### 山梨高等工業学校時代

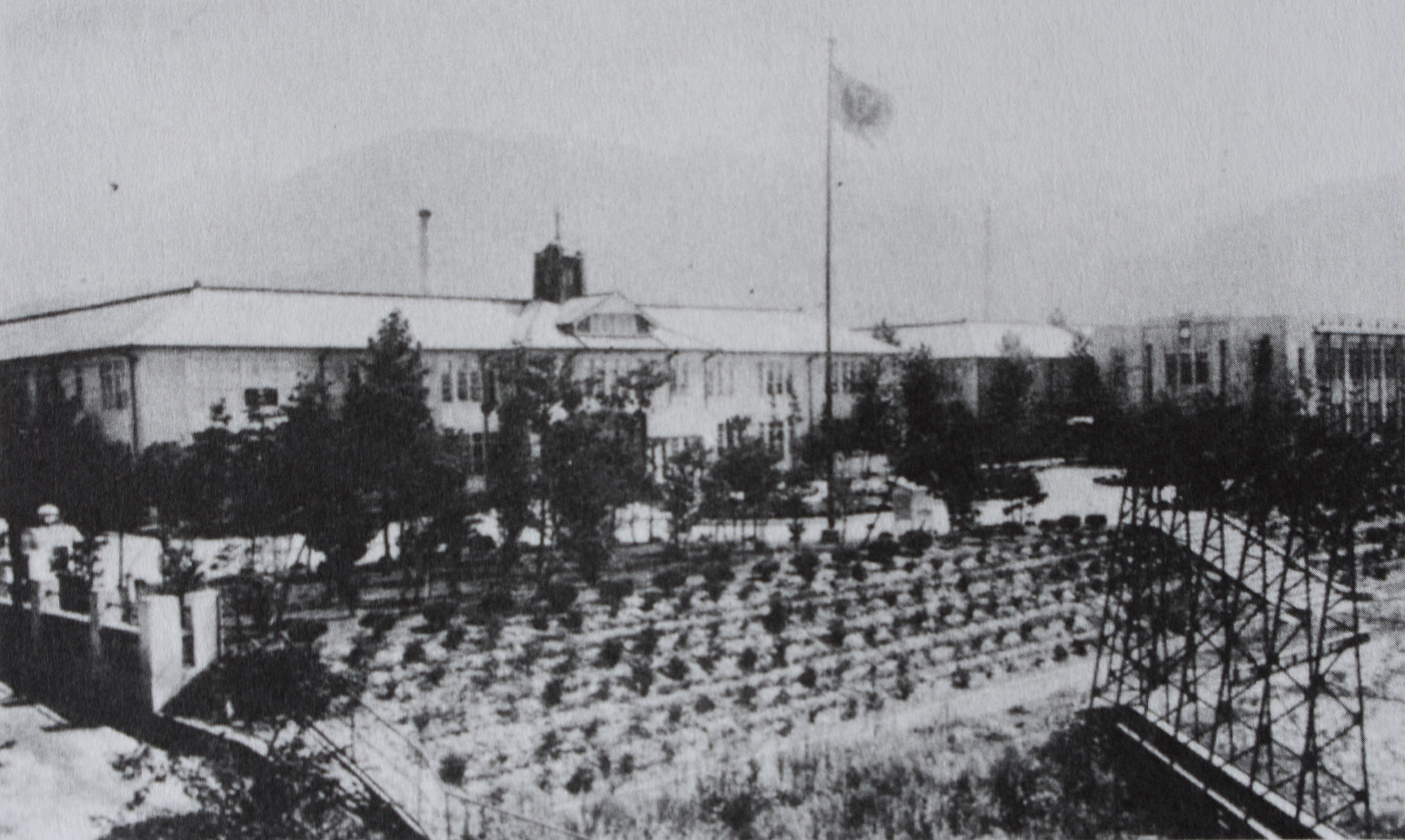
大正時代の開設時の「山梨高等工業学校」

- 1923年1月： 高等工業学校校地（敷地面積1万5千坪）を甲府市元柳町に決定。
- 1923年11月： 地元負担金41万5千円の寄附許可。山梨県は学校建設に際して根津嘉一郎から8万5千円の寄付を受けた。
  - うち山梨県負担分 32万5千円、県は土地15,000坪を地主より買収。
- 1924年9月25日： 勅令第222号文部省直轄諸学校官制改正により山梨高等工業学校設置。
- 1925年1月23日： 山梨高等工業学校規程公布 （文部省令第4号）。
  - 本科 （修業年限3年） に機械工学科・電気工学科・土木工学科の 3科を設置。
- 1925年4月15日： 第1回入学式。初代校長理学博士山崎甚五郎が訓示。教育理念や教育方針、校章などを制定。
- 1928年3月： 第1回卒業。
- 1928年8月： 校歌制定。『天そそり立つ芙蓉の高嶺』 （御園生教授 作詞、岡野貞一 作曲）。
- 1928年10月15日： 開校記念式挙行。
- 1935年10月： 『山梨高工研究報告』 第1輯発刊 （1944年第5輯まで）。
  - 同月、山梨高工同窓会発足 （1952年11月、山梨工業会と改称）。
- 1937年8月26日： 工業技術員養成科 （電気科） 設置 （文部省令第30号）。
  - 修業年限6ヶ月の臨時別科。
- 1938年1月： 「芙蓉寮」 開寮。
- 1939年4月1日： 工業技術員養成科を廃止し、機械技術員養成科 （修業年限2年） を設置。
- 1939年5月27日： 本科に精密機械科・工作機械科を増設 （文部省令第43号）。
- 1940年4月1日： 本科に通信工学科を増設 （文部省令第14号）。
- 1943年3月4日： 山梨臨時教員養成所 （数学科） を設置 （文部省告示第95号）。
  - 修業年限3年、入学資格： 中等学校卒業程度。
- 1943年4月： 本科 精密機械科・工作機械科を機械工学科に併合。

### 山梨工業専門学校時代
- 1944年4月1日： 山梨工業専門学校と改称。
  - 本科学科を改称： 機械科・電気科・土木科・電気通信科。
  - 本科に金属工業科・第二部機械科 （4年制夜間課程） を新設。
  - 工業教員養成所 （機械科・電気通信科） を設置。
- 1945年6月： 校内に東芝疎開工場開場。
- 1945年7月6日： 空襲で校舎設備ほぼ全焼。生徒4名死亡。
- 1945年9月15日： 2部授業で授業再開。
- 1946年3月8日： 文部省から生徒募集延期の通牒。
- 1946年3月12日： 学生大会、生徒募集延期 （廃校） 反対決議。
  - 同窓会、山梨工専復興促進会を結成。
- 1946年4月11日： 山梨県会、工専・医専・女子医専復興予算を上程。
  - 工専復興後援会で250万円募金、県費と合わせて300万円を国に寄附へ。
- 1946年4月30日： 生徒募集延期が解除される （工専存続へ）。
  - 同月、本科機械科から精密機械科が独立。金属工業科を化学工業科と改称。
- 1946年9月： 山梨工業技術相談所を開設。
- 1947年4月： 発酵研究所を設立。
  - 現・山梨大学工学部附属ワイン科学研究センター。
- 1947年9月： 復興中間落成式を挙行。
- 1947年10月14日：昭和天皇が行幸[2]。
- 1947年12月： 工専・師範・青師・山梨高 4校会合。
  - 合同での新制大学昇格を討議。
- 1948年2月： 山梨大学創設期成委員会結成。
- 1948年7月： 山梨大学設置認可申請書を文部大臣に提出。
- 1949年5月31日： 新制山梨大学発足。
  - 旧制山梨工専は工学部 （機械工学科・電気工学科・土木工学科・応用化学科） の母体として包括された。
- 1951年3月： 旧制山梨工業専門学校、廃止。

## 歴代校長
- 初代： 山崎甚五郎 （1924年10月 - 1927年6月19日死去）
- 第2代： 松田清一 （1927年8月 - 1934年3月4日死去）
- 第3代： 清水半吾 （1934年3月 - 1944年11月退任）
- 第4代： 的場鉄哉 （1944年11月 - 1949年5月退任）
- 第5代： 西川孝次郎 （1949年5月 - 1951年3月退任）

## 著名な出身者
山梨大学の人物一覧を参照。

## 校地
山梨高等工業学校は甲府市元柳町 （現・甲府市武田） の校地で発足した。山梨工業専門学校時代の1945年7月、空襲で校舎の大半を焼失し、1945年9月の授業再開時は焼け残りの校舎の他、市内竹日向町の丸茂製糸工場などを使用した。一時は学校本部が市内古府中町の旧陸軍甲府第六三部隊跡に移転したが、校舎復興が進んだため、1948年5月に元の校地に復帰した。校地は、後身の新制山梨大学に引き継がれた。

## 関連書籍
- 作道好男・江藤武人（編） 『山梨大学工学部五十年史』 財界評論新社教育調査会校史編纂室、1975年。